# Grncziszte
Grncziszte (mac. Грнчиште) – wieś w centralnej Macedonii Północnej, terytorialnie i administracyjnie należąca do gminy Gradsko. Według stanu na 2002 rok jej liczebność wynosiła 1 mieszkańca.
Według danych ze spisu powszechnego przeprowadzonego w 2002 roku, wieś Grncziszte zamieszkiwała 1 osoba, deklarująca narodowość macedońską.